# Аврелиан
Аврелиа́н, полное имя Лу́ций Доми́ций Аврелиа́н (лат. Lucius Domitius Aurelianus, 214—275) — римский император в 270—275 годах.
Аврелиан был выходцем из незнатной семьи. После длительной службы в римской армии Аврелиан при
Клавдии II стал начальником конницы, а после смерти Клавдия II придунайские части в Сирмии провозгласили Аврелиана императором. Благодаря победам, одержанным над ютунгами, сарматами, вандалами и готами, произошло восстановление дунайских границ Римской империи. Однако Аврелиан был вынужден в 271 году покинуть провинцию Дакия. В 271 году вторгнувшиеся в Италию алеманны были остановлены у Павии. Для защиты от нападений на столицу Аврелиан издал приказ о строительстве дополнительных оборонительных укреплений вокруг Рима и сохранившейся до наших дней Аврелиановой стены протяжённостью 18,8 км.
Покорение Пальмирского царства Зенобии в 272—273 годах и возвращение Галлии, правитель которой Тетрик I в 274 году добровольно сдался римской армии, позволило Аврелиану восстановить единство государства. За это Аврелиан получил почётный титул «Реставратор империи и Востока». Для окончательного укрепления Римской империи государь провёл денежную реформу и ввёл культ Непобедимого Солнца, которое в 274 году было объявлено верховным богом империи. Правление Аврелиана послужило базой для начавшейся с Диоклетиана эпохи домината, когда установилась неограниченная власть императора. Аврелиан первым начал официально именоваться господином и богом, а также носил диадему. Аврелиан погиб в результате заговора во время подготовки похода против Государства Сасанидов.
Аврелиан носил следующие победные титулы: «Германский Величайший» — с 270 или 271 года, «Готский Величайший» — с 271 года, «Парфянский Величайший», «Карпийский Величайший» и «Дакийский Величайший» — с 271 или 272 года, «Британский Величайший» и «Сарматский Величайший» (время точно не известно), «Пальмирский Величайший» — с 274 года, «Отец Отечества» и «Реставратор империи и Востока» — с 274 года. Власть трибуна получал шесть раз (в 270 году — дважды, затем ежегодно 10 декабря), с 270 года — великий понтифик. Консул 271, 274, 275 годов.

## Ранняя жизнь и карьера
Аврелиан родился 9 сентября 214 года в семье земледельца, который арендовал земли у сенатора Аврелия. Его матерью была жрица культа Непобедимого Солнца. Мнения античных авторов относительно места рождения Аврелиана расходятся: Евтропий утверждает, что он родился в Дакии Прибрежной; автор биографии Аврелиана в «Истории Августов» — в Сирмии. «История Августов» также рассказывает, что были предзнаменования, говорившие, что Аврелиан станет императором.
Став римским гражданином, Аврелиан сменил образ жизни земледельца на образ жизни легионера. Он успешно служил в римской армии. Храбрый и решительный, Аврелиан рано обратил на себя внимание командиров, которые прочили ему удачную военную карьеру. Он был трибуном VI Галльского легиона и участвовал в кампании против франков на Рейне, затем послом в Персии. По предположению Леона Хомо, до службы в Галлии Аврелиан был центурионом когорты в правление Гордиана III. При Валериане Аврелиан, вероятно, назначался консулом-суффектом (хотя его консульство нигде не зарегистрировано, кроме «Истории Августов»). Иногда считается, что данные о его карьере до 268 года выдуманы.
В правление императора Галлиена Аврелиан стал начальником кавалерийского отряда. Узнав о вторжении готов в Грецию, Галлиен двинулся против них с армией, в командный состав которой, скорее всего, входил Аврелиан. Однако во время этого похода один из полководцев императора, Авреол, восстал и занял крепость Медиолан. Поэтому Галлиен был вынужден осадить крепость; в том же году во время осады Медиолана он был убит заговорщиками. Согласно одному из источников, Аврелиан принимал участие в заговоре против Галлиена. Он поддержал нового императора Клавдия II, который тоже, по всей видимости, участвовал в заговоре.
При Клавдии II Аврелиан взошёл на вершину военной карьеры. Когда началась война с готами, под его командованием оказалась вся римская кавалерия. Аврелиан стал правой рукой императора Клавдия. Его кавалерия сыграла решающую роль в битве при Нише. Готы потерпели поражение в этой войне, а Аврелиан заслужил славу превосходного полководца. Он не раз проводил самостоятельные военные операции против варваров на Балканах, которые оканчивались победой римлян.

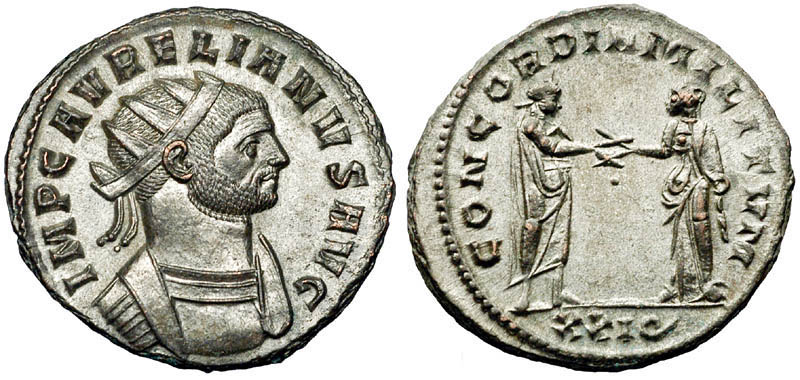
Изображение Аврелиана на антониниане

Война против Авреола, которая привела к концентрации крупных сил в Италии, позволила алеманнам прорвать оборону верхнедунайской границы. Через Рецию и Альпы они беспрепятственно вошли в Северную Италию и начали грабёж области. В начале 269 года император Клавдий и Аврелиан отправились на север и победили алеманнов в битве у озера Бенак.
В это время с Балкан пришла весть, что напали герулы, готы, гепиды и бастарны. Клавдий немедленно отправляет Аврелиана на Балканы, чтобы противостоять вторжению, пока Клавдий не явится с основной армией. Готы, осаждавшие Фессалоники, узнав о приближении римлян, начали отступать из Северной Македонии. Аврелиан со своей кавалерией перехватил их и победил в серии мелких стычек, в результате которых погибло три тысячи вражеских солдат. Аврелиан продолжал преследовать противника, загоняя их на север в Верхнюю Мёзию, где император Клавдий собрал главную армию. Битва была нерешительной, но готы были остановлены, несмотря на тяжёлые потери римлян. Но император устроил готской армии засады и разгромил их, а Аврелиан преследовал противника со своей кавалерией. Готы отступили в Гемские горы, где были заперты. Но из-за невнимания римлян им удалось вырваться и продолжить свой поход через Фракию.
Император Клавдий вернулся в Сирмий, оставив Аврелиана отвечать за операции против готов. Аврелиан удачно воевал с готами, но у него не было времени насладиться победой: в конце августа пришло известие из Сирмия, что император Клавдий скончался. Аврелиан быстро окончил боевые действия против готов, освободив от осады Анхиал и Никополь.

### Восхождение на престол
В 270 году Клавдий скончался от чумы, и его брат Квинтилл захватил власть при поддержке римского сената. Что характерно для того времени, армия отказалась признать нового императора, предпочитая, чтобы императором стал один из военачальников. Аврелиан был провозглашён императором в мае или сентябре 270 года паннонскими легионами и отправился в поход против Квинтилла. Квинтилл, узнав о провозглашении императором Аврелиана, сначала хотел бороться с ним за власть, но увидев, что солдаты не намерены его поддерживать, вскрыл себе вены.
Позже стали утверждать, что Клавдий на смертном одре назначил своим наследником Аврелиана, но, скорее всего, это было придумано для того, чтобы показать законность восхождения Аврелиана на престол. Перед новым императором встала непростая задача — объединить Римскую империю и возвратить ей былое величие.

## Внешность и личные качества
Наиболее полное описание Аврелиана оставил автор «Истории Августов»:
«…Аврелиан имел привлекательную внешность, отличался мужественной красотой; он был довольно высокого роста, обладал очень большой телесной силой, питал некоторую страсть к вину и еде, но редко поддавался любовной страсти. Он был безмерно строг, поддерживал особенно строгую дисциплину, любил обнажать меч…»
Евтропий говорит, что Аврелиан «муж в военном деле весьма искусный, но невоздержанный и склонный к жестокости». Аврелий Виктор называет Аврелиана строгим и неподкупным. На скульптурных изображениях Аврелиан показан как типичный военачальник того времени с коротко подстриженными волосами, грубо выбритыми щеками и небольшой бородой.

## Правление

Римская империя в 271 году. Жёлтым цветом показана Пальмирская империя, красным — Римская империя, зелёным — Галльская империя

В 248 году император Филипп Араб отпраздновал тысячелетие Рима с большим размахом, доказывая, что империя все ещё очень мощна. Однако в реальности ситуация была не из лучших. В последующие годы империи пришлось столкнуться с огромным давлением со стороны внешних врагов, и в то же время ей грозила опасность гражданских войн. От этого пострадала римская экономика, пришли в упадок сельское хозяйство и торговля. Помимо этого, эпидемия чумы унесла многие жизни, тем самым ослабив Рим; уменьшилось количество рабочей силы. В результате империя не смогла выдержать удар окрепшей Персии, и в 260 году император Валериан I был взят в плен.
Восточные провинции нашли своих покровителей в лице правителей города Пальмиры в Сирии, чья автономия выросла вплоть до формирования Пальмирского царства. Западные провинции образовали автономное государство в пределах Римской империи, которое теперь известно как Галльская империя. В Риме император был занят внутренними угрозами и защитой Италии и Балкан. Со всеми этими проблемами и пришлось столкнуться Аврелиану.

### Восстановление империи

#### Конфликт с вандалами
Первые действия нового императора были направлены на укрепление своих позиций на оставшихся римских территориях. Почти сразу в начале его правления многочисленная армия вандалов переправилась через Дунай и вторглась в Паннонию в районе между Аквинкумом и Бригетионом. Предположительно их поддерживали языги. Узнав об этом, Аврелиан двинулся со своей армией к Аквилее, где приступил к подготовке войска к походу. После этого римляне двинулись из Италии в Паннонию, куда они прибыли в конце 270 года.
Своей базой Аврелиан избрал Сисций. Тогда он вступил в своё первое консульство. В то время вандалы грабили римские поселения из-за недостатка провианта, поэтому Аврелиан приказал «укрыть продовольствие, скот и всё ценное от врагов в городах». Когда принцепс решил, что его войска готовы к походу, он выдвинулся против вандалов. В Паннонии произошла битва между римской армией и войсками вандалов, в которой римляне одержали решающую победу. На следующий день варвары прислали послов с просьбой мира. Аврелиан приказал дать им продовольствие при условии, что они выделят для римской конницы две тысячи всадников, и отпустил их за Дунай. Также был взят в заложники один из сыновей вождя вандалов или языгов. Однако при отступлении группа из пятисот вандалов покинула основную армию и нарушила договор при попустительстве их предводителя. Но вскоре римляне перебили весь отряд до последнего человека, а их вождя казнили на глазах у правителей вандалов и языгов. Тогда вандалы, разделившись на небольшие подразделения, покинули территорию империи и вернулись мирно в свои пределы.

#### Поражение алеманнов, маркоманнов, ютунгов

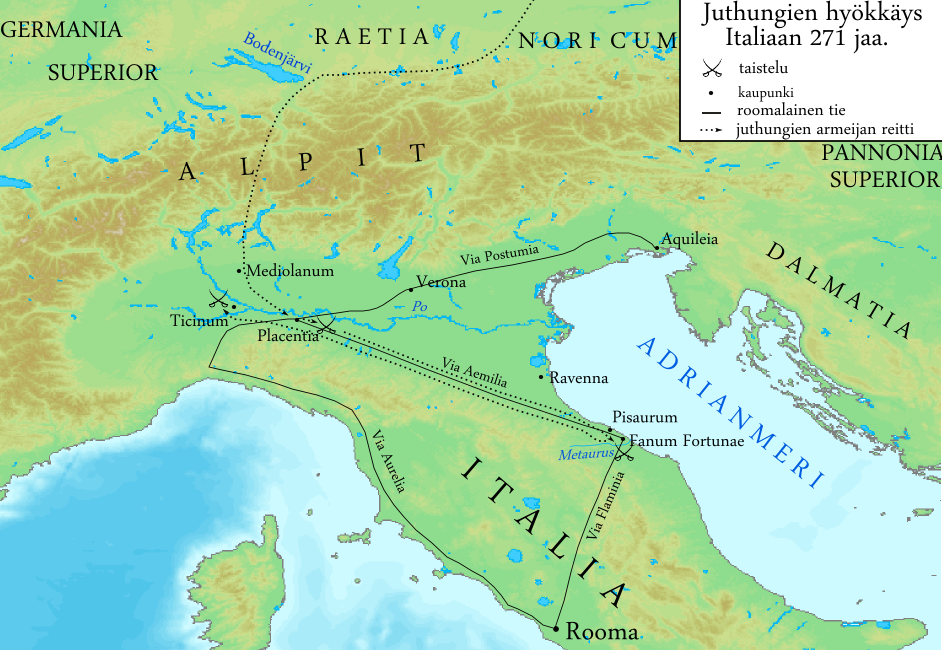
Нападение варваров на Италию в 271 году

После этого ютунги, разграбив Норик, пересекли Альпы и двинулись в Италию. Возможно, к ним присоединились маркоманны и алеманны. Выйдя на равнину реки По, они заняли Плацентию и двинулись в Павию. Точная причина нападения ютунгов неизвестна. Вполне вероятно, что отсутствие провианта вынудило их покинуть нажитые места. Их армия насчитывала около 40 тысяч воинов.
Ситуация была серьёзной. Тогда император, находившийся в Сирмии, собрал армию и быстро двинулся в Италию. Он оставил небольшие отряды контролировать отход вандалов из Паннонии. Когда Аврелиан находился у Медиолана, он отправил германцам письмо, в котором приказал им сдаться римлянам. Однако те ответили, что они свободные люди и если Аврелиан хочет сражаться, то они выйдут навстречу к нему. Ютунги продолжили свой марш дальше вглубь Италии. Римская армия продолжила путь, но, уставшая от длительного перехода, попала в засаду возле Плацентии и была разбита. Когда весть о разгроме достигла Рима, она вызвала большой страх перед приходом варваров, ведь чаще всего бои с внешними врагами велись вдали от столицы.
Однако Аврелиан, быстро собрав армию, напал на лагерь алеманнов у реки Метавр, неподалёку от города Алтаря Фортуны, и разгромил их; многие варвары утонули в реке. В итоге алеманны, маркоманны и ютунги запросили мира. Имеется рассказ о приёме принцепсом варварских послов. Его войска были размещены по обе стороны полумесяцем. Впереди стояли офицеры на конях вместе с императором, за которым виднелось множество штандартов. Ошеломлённые послы тотчас начали просить возобновления мира. Аврелиан принял их предложение, и варвары повернули назад, уходя по той же дороге, которой пришли. У Тицина Аврелиан устроил им засаду, и в ходе произошедшей битвы все варвары были уничтожены. Некоторые из немногих выживших сформировали небольшие отряды и продолжили сражаться, но они также были вскоре разбиты.
Император вернулся в Рим зимой 271—272 годов, где получил титул «Германский Величайший». Тем не менее, сохранялась большая опасность нападений германских племён, и Аврелиан решил обнести Рим мощной стеной, которая известна как стена Аврелиана. Это был крепостной вал длиной около 19 километров (что намного превышает протяжённость стены Сервия Туллия) толщиной около четырёх и высотой шесть метров. Сооружение насчитывало восемнадцать одинарных и двойных ворот, защищённых сторожевыми башнями, где располагались катапульты. Эта стена все же не являлась капитальным строением, а предназначалась только лишь для отражения неожиданного нападения противника, не располагавшего осадными орудиями. Кроме того, конструкция стены была достаточно простой, потому что на строительстве использовался труд одних только гражданских лиц: солдат выделить было нельзя в связи с напряжённой обстановкой на границах.
Примерно в то же время были восстановлены термы Каракаллы и построены новые казармы для преторианцев. На Священной дороге была воздвигнута статуя Меркурия, а в Остии — построен новый форум.

#### Восстания 271 года

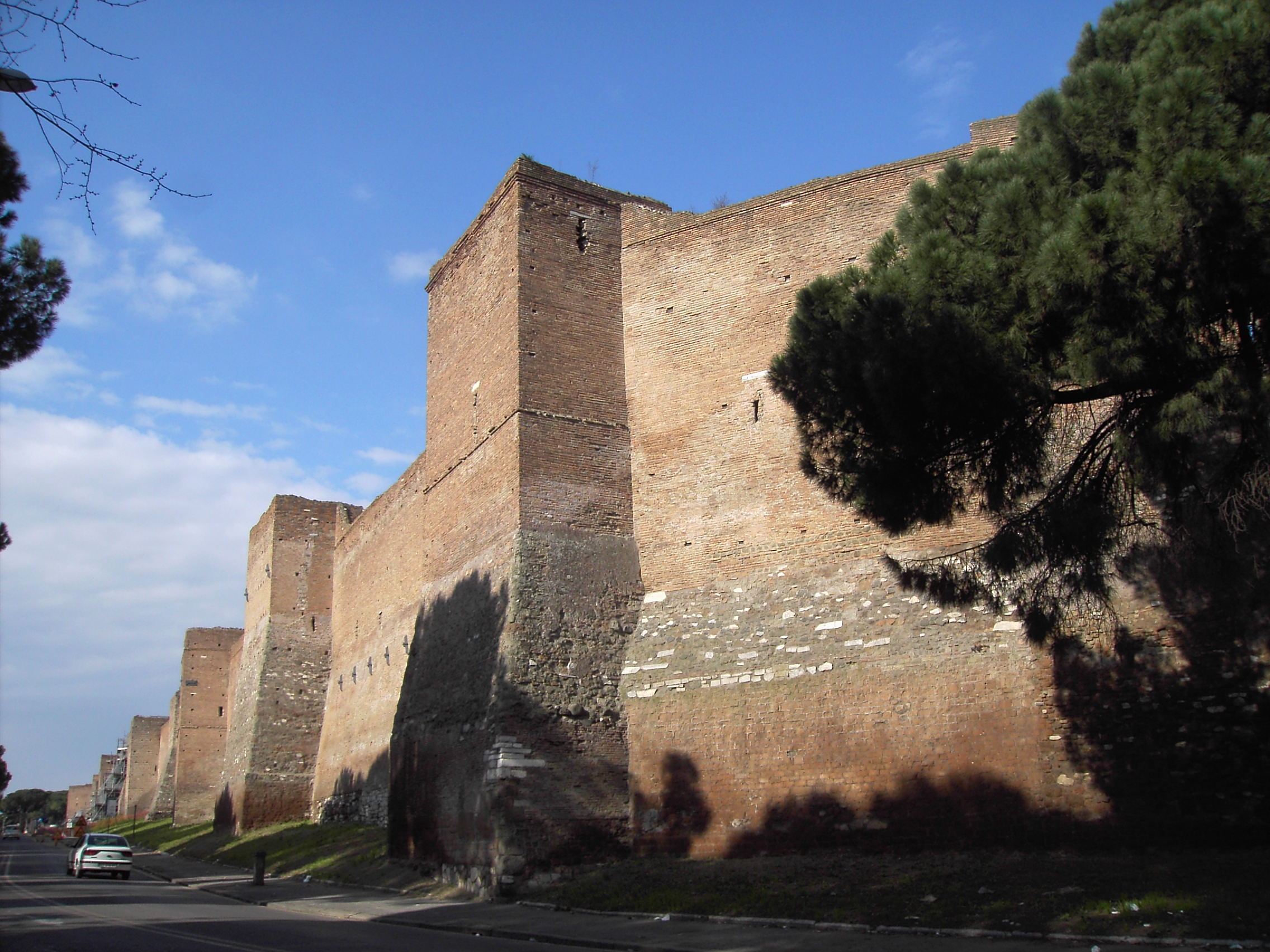
Стена Аврелиана

Вторжения варваров привели к нескольким восстаниям. В Далмации восстал Септимий, но вскоре он был убит собственными солдатами. В то же время некий Урбан провозгласил себя императором; есть, однако, предположение, что этот узурпатор был вымышлен. Около 271 года в Галлии восставал некий Домициан II. Он известен по нескольким монетам. Возможно, он являлся бывшим военачальником Галлиена.
Самым крупным было восстание Фелициссима, начальника фиска, в обязанности которого входило также управление государственной казной. Он подстрекал рабочих монетных дворов портить монету однако вскоре его обман был раскрыт. Фелициссим поднял восстание и заперся на Целийском холме. Мятеж был подавлен с большим трудом; по словам Аврелия Виктора, семь тысяч солдат были убиты во время этого восстания. Сам Фелициссим погиб. В результате были казнены несколько сенаторов и всадников. Нет никаких сведений, что Фелициссим пытался провозгласить себя императором. Согласно Аврелию Виктору, Фелициссим восстал в 274 году после падения Галльской империи, но если верить остальным источникам, это произошло в 271 году. В «Извлечениях о жизни и нравах римских императоров» утверждается, что восстание Фелициссима произошло после мятежа Септимия 271 года. Поэтому последняя дата считается более приемлемой.

#### Война с готами
Готы по-прежнему представляли серьёзную угрозу для римлян. Пока Аврелиан был занят войной в Италии, они нападали на Фракию, Дакию и Мёзию. Прекратив военные действия в Италии, Аврелиан сразу же отправился на войну с готами. Ему удалось победить их и изгнать к северу от Дуная. Императорская армия преследовала готов и нанесла им тяжёлые потери. В этой войне погиб готский вождь Каннабад, а также около пяти тысяч вражеских солдат. За эту победу Аврелиан получил два титула — «Дакский Величайший» и «Готский Величайший».
Затем Аврелиан приказал перевести все оставшиеся войска и население из Дакии за Дунай. У него был выбор: вернуть провинцию полностью и восстановить систему обороны времён Траяна, либо покинуть область и установить границу по Дунаю. Он решил отказаться от провинции Дакия, так как она слишком часто подвергалась нападениям варваров из-за небольшого количества римских гарнизонов (часть которых была выведена при Галлиене) и дорого обходилась казне. Поэтому Аврелиан благоразумно отодвинул границу империи к реке и переселил жителей (потомков римских переселенцев и романизованных урождённых жителей) на правый берег Дуная, где в восточной части Верхней и Нижней Мёзии, Фракии и древней Дардании учредил две новых провинции, названные (в честь Дакии) Дакией Прибрежной и Дакией Внутренней, а также основал новый монетный двор в Сердике. Однако не все жители согласились уехать с насиженных мест. Новая провинция представляла важность для авторитета Аврелиана: поскольку он отказался от римской территории, он желал создать «новую Дакию» взамен потерянных провинций.
Таким образом, Дакия была оставлена римлянами спустя 170 лет после её завоевания Траяном. Уход римлян из Дакии, с одной стороны, породил новую напряжённость в отношениях между готами и гепидами на востоке и языгами на западе (в результате контакта между различными племенами), а с другой стороны, позволил римлянам укрепить границу в среднем и нижнем течении Дуная посредством вывода двух легионов (V Македонского и XIII Парного, переведённых в Эск и Ратиарий) и большого количества вспомогательных подразделений, в общей сложности более сорока пяти тысяч солдат.

#### Первая война с Пальмирским царством

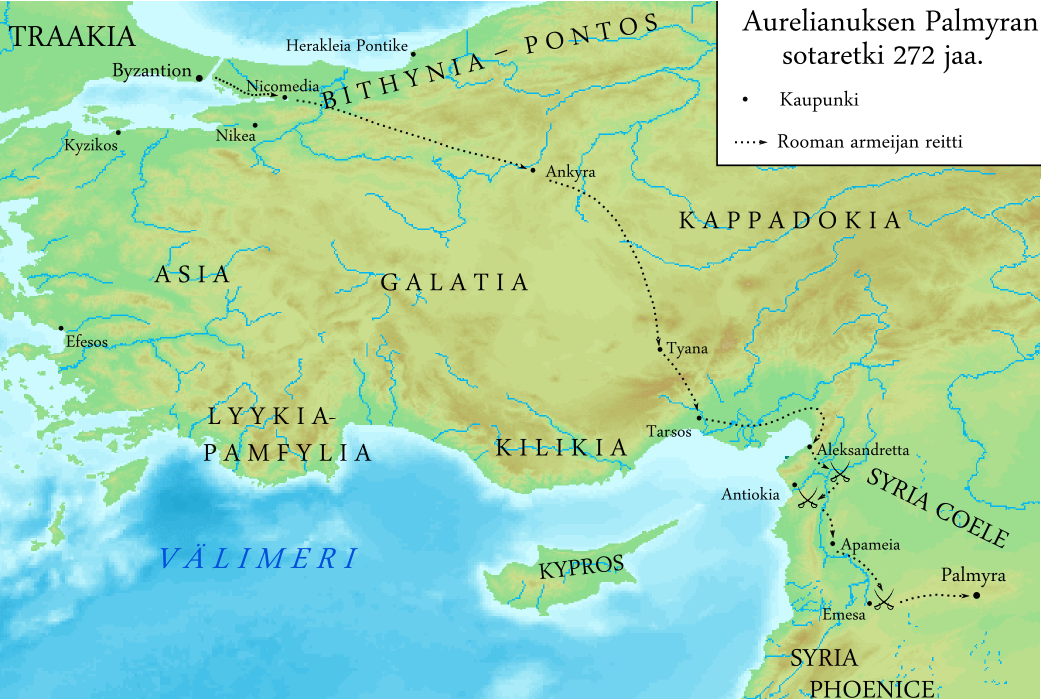
Пальмирский поход Аврелиана

В 271 году Аврелиан обратился к проблеме потерянных восточных провинций, объединившихся в так называемое Пальмирское царство, которым правила царица Зенобия. Вначале она признавала Аврелиана императором, но потом решила окончательно освободиться от римской власти и объявила своего сына Вабаллата царём и императором Рима (лат. rex et imperator). Сначала Аврелиан поручил будущему императору Пробу отвоевание Египта. К осени 271 года Проб успешно справился со своей задачей. После этого император собрал 200-тысячную армию, состоявшую из далматийцев, мавританской кавалерии и легионеров. Специально для предстоящей кампании были созданы два легиона: I Иллирийский и IV Марсов. Поход имел две цели: во-первых, возврат Малой Азии, Сирии и Антиохии; во-вторых, полная ликвидация угрозы со стороны Пальмирского царства.
Аврелиан с войском пересёк Босфор весной 272 года и прибыл в Халкедон. Вифиния и Галатия перешли к римлянам безо всякого сопротивления. Но когда Аврелиан подошёл к Тиане, жители закрыли перед ним ворота. Император приказал начать осаду, сказав: «Собаки живой не оставлю в этом городе!» (подразумевая, что он перебьёт всех его жителей). Вскоре город был взят, однако Аврелиан отказался от замысла уничтожить его население. По легенде, ему во сне привиделся философ Аполлоний Тианский, сказавший:
«Аврелиан, если ты хочешь победить, то тебе не следует помышлять об убийстве моих сограждан. Аврелиан, если ты хочешь быть императором, воздержись от пролития крови безвинных. Аврелиан, будь милостив, если ты хочешь жить».
В итоге, по рассказу «Истории Августов», когда город был взят и солдаты, помня слова императора, что он не оставит в нём живой собаки, стали требовать отдать им Тиану на разграбление, Аврелиан ответил: «Да, я объявил, что в этом городе не оставлю ни одной собаки: всех собак убивайте!». После захвата города армия остановилась там на отдых. Затем Аврелиан перешёл в Киликию через Таврские горы, где все города сдались ему без боя. Около Антиохии при Иммах состоялась первая битва между римлянами и пальмирцами. Несмотря на превосходство пальмирской конницы, армия Аврелиана одержала победу над Зенобией, которая бежала с остатками своего воинства к Эмесе. Оставшийся небольшой гарнизон в Антиохии римляне быстро разгромили. Всех жителей города Аврелиан помиловал. После взятия Антиохии в походе наступил непродолжительный перерыв. Дождавшись подкреплений из Малой Азии, Аврелиан снова двинулся в путь. У Эмесы состоялась новая битва, окончившаяся победой римлян. Зенобия бежала со всей своей армией в Пальмиру, а жители Эмесы открыли римлянам ворота. После завоевания Сирии Аврелиан направился к Пальмире, предварительно заключив союз с некоторыми пограничными племенами, которые обещали предоставить римской армии провизию и воду. Когда армия достигла ворот Пальмиры, римляне сразу начали осаду города. Аврелиан предлагал Зенобии заключить с ним мир, однако она считала, что римляне не сумеют взять Пальмиру, так как у её защитников было достаточно продовольствия, чтобы удержать город.
По мере продолжения осады моральное состояние пальмирцев ухудшалось. Серьёзный удар им был нанесён, когда Армения перешла на сторону римлян. Единственным государством, у которого можно было просить помощи, оставался Сасанидский Иран. Согласно «Истории Августов», когда «побеждённая Зенобия пыталась бежать на верблюдах, которых называют беговыми, и направилась к персам, она была захвачена посланной вдогонку конницей и передана в руки Аврелиана». Это известие побудило защитников Пальмиры сдаться, и они сложили оружие перед легионами Рима.
Зенобия и её военачальники были взяты в плен, однако наставник и советник царицы греческий философ-неоплатоник Дионисий Кассий Лонгин был казнён по приказу Аврелиана. Зенобии же оставили жизнь из-за желания Аврелиана провести её в цепях на своём триумфе. Император также приказал разобрать часть городской стены и конфисковал у жителей всё оружие. На Востоке он оставил военачальника Марцеллина с армией. В результате этой войны Аврелиан получил титулы «Реставратор Востока» и «Пальмирский Величайший».

#### Поражение карпов и вторая война с Пальмирским царством
Вскоре Аврелиан получил сведения, что теснимое готами племя карпов вторглось в пределы Римской империи, во Фракию, грабя находившиеся там поселения. Несмотря на то, что год подходил к концу, император решил усмирить карпов. Об экспедиции ничего не известно, кроме того, что она была успешной. После победы Аврелиан поселил часть карпов на римской территории, а именно в Нижней Мёзии, Фракии и особенно Родопах.
По окончании этой кампании он получил известие о том, что жители Пальмиры восстали и перебили римский гарнизон, провозгласив императором некоего Антиоха, родственника Зенобии. Аврелиан немедленно собрал войско и быстро двинулся обратно в Пальмиру, куда он прибыл весной 273 года. Пальмирцы, не ожидавшие нападения, потерпели поражение, в результате чего город был разрушен до основания. Удивительно, но узурпатор Антиох не был казнён, так как Аврелиан, вероятно, счёл его слишком молодым и приказал отправить его в изгнание. Затем император подавил восстание некоего Фирма и в нескольких битвах разбил конницу персов, которая шла на помощь Зенобии.
При осаде Александрии в 272—273 годах римляне сожгли Александрийскую библиотеку и Мусейон.

#### Завоевание Галльской империи

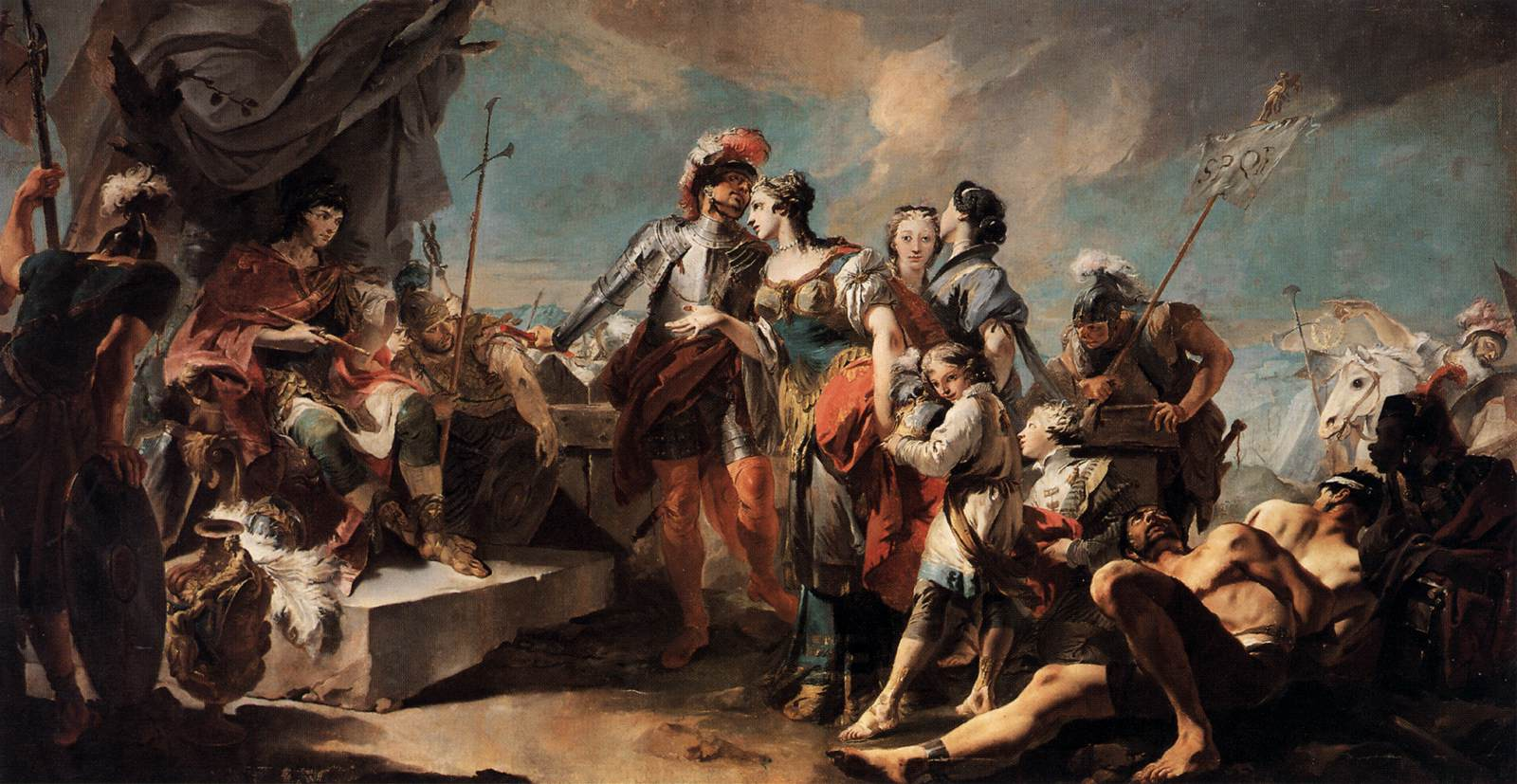
Джованни Баттиста Тьеполо. «Триумф Аврелиана». 1718 г.

В 274 году Аврелиан вернулся в Рим, где получил второе консульство на текущий год. Потом он обратил внимание на мятежные западные провинции, где правил галльский император Тетрик I с аквитанскими легионами, взявший в соправители своего сына, Тетрика II. Численность войск Аврелиана сильно сократилась из-за двух восточных кампаний, поэтому возможно, что галльские легионы численно превосходили его войско. Население Галлии стало переходить на сторону римского императора, видя, что их правительство не могло остановить вторжения германских племён и подавить внутренние беспорядки.
Императорская армия перешла Альпы в начале лета 274 года и подступила к Нарбонской Галлии, которая вернулась в состав Римской империи при Клавдии II, где продолжила, не встречая сопротивления, свой марш вдоль Роны на север. После захвата Лугдуна Аврелиан встретился с галльской армией в решительной и кровопролитной битве при Шалоне-на-Марне. В итоге он одержал победу над Тетриком. Согласно Аврелию Виктору, Тетрик написал письмо Аврелиану, в котором просил защиты. Он опасался за свою жизнь, поскольку его подчинённые из армейской среды неоднократно устраивали на него покушения. Во время битвы Тетрик сдался Аврелиану.
Затем император разгромил узурпатора Фаустина, судьба которого неизвестна. После победы Аврелиан остался в Галлии для инспектирования германских границ и к осени, найдя ситуацию стабильной, вернулся в Рим, чтобы отпраздновать долгожданный триумф. Вот как описывает «История Августов» этот триумф:
«Там было три царские колесницы; из них одна — колесница Одената, отделанная и разукрашенная серебром, золотом и драгоценными камнями; вторая — присланная персидским царем в подарок Аврелиану, такой же искусной работы; третья — которую сделала для себя Зенобия, надеясь вступить в ней в город Рим. И в этом она не ошиблась: вместе с ней она вошла в Рим побеждённая, в чужом триумфе. Была ещё одна колесница, запряжённая четырьмя оленями; она, говорят, принадлежала царю готов. На ней, как передают многие, Аврелиан въехал на Капитолий, чтобы там заклать оленей; говорят, что он захватил их вместе с колесницей и посвятил Юпитеру всеблагому и величайшему. Впереди шло двадцать слонов, двести различных прирученных диких животных из Ливии и Палестины <…>; четыре тигра, жирафы, лоси и другие подобные звери — в полном порядке; восемьсот пар гладиаторов, не считая пленников из варварских племен, — блеммии, аксомиты, арабы из Счастливой Аравии, индийцы, бактрийцы, иберы, сарацины, персы, — все с произведениями своих стран; готы, аланы, роксоланы, сарматы, франки, свевы, вандалы, германцы со связанными руками как пленники. Среди них шли впереди и уцелевшие знатнейшие лица города Пальмиры, и египтяне — в наказание за восстание».
Аврелиан получил титул «Восстановитель мира». Приблизительно в то же время в Лугдунской Галлии были отремонтированы дороги. Тетрик, его сын и бывшая царица Зенобия были проведены по Риму во время торжественного триумфального шествия, однако после этого всех троих освободили — престарелого Тетрика назначили корректором Лукании, а Зенобию поселили в Тибуре, выдав её замуж за римского сенатора.
В конце 274 года или в начале 275 года было новое нападение со стороны германцев на дунайскую границу, а затем на провинцию Реция, что потребовало нового вмешательства со стороны императора.

### Реформы

#### Религиозные реформы
Аврелиан первым из императоров стал носить диадему и официально титуловаться «господин и бог» (лат. Dominus et Deus), став предтечей римского домината. Аврелиан ввёл в Риме культ ближневосточного бога «Непобедимое Солнце» (лат. Sol Invictus), объявив этого бога верховным. Этот культ уже давно набирал силу в государстве и преобладал над остальными языческими верованиями. Этот культ был близок к культу Ваала, введённому при Гелиогабале. Центром солнечного культа был новый храм, построенный в 271 году в Риме и открытый в 274 году. В честь «Непобедимого Солнца» стали проводиться игры каждые четыре года — задачей Аврелиана было дать жителям империи общую религию. Первые игры состоялась в 274 году. Была создана коллегия понтификов Солнца, которые набирались из сенаторов.
Наиболее активное поклонение «Непобедимому Солнцу» было в придунайских территориях, родине Аврелиана, а сам император во время кампании против Зенобии посетил Эмесу и Пальмиру, бывшими основным идеологическим средоточием этого культа. Теперь «Непобедимое Солнце» находилось во главе пантеона богов, объединив в своём лице главные религиозные течения западной и восточной части империи в единую религию. Произошёл беспрецедентный случай: изображение самого Солнца поместили на аверс бронзовых монет с надписью «Повелитель Римской Империи» (лат. SOL DOMINVS IMPERI ROMANI), при этом принцепс был изображён его жрецом. Культ был официально введён в легионах, а его символы появились на военных значках.
По словам Лактанция, Аврелиан планировал устроить масштабное гонение на христиан и подготовил, но не успел претворить в жизнь свой замысел из-за гибели. Известно, что в 272 году Аврелиан по просьбе сирийских христиан изгнал из Антиохии епископа Павла Самосатского. Преследования христиан в правление Аврелиана носили ограниченный характер. К числу мучеников той эпохи относятся дружина Византийских мучеников Лукиллиана, Клавдия, Ипатия, Павла, Дионисия и Павлы девы; мученики Павел и Иулиания Птолемаидские; мученики Разумник (Синесий) Римский, Филумен Анкирский.

#### Монетная реформа

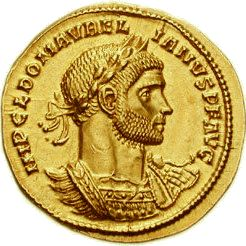
Ауреус с портретом Аврелиана

Среди задач, поставленных перед собою Аврелианом, далеко не последнее место занимало реформирование денежной системы, поскольку всё ухудшавшееся качество монеты после смерти Гордиана III вело к безудержному росту цен. Не последнее место занимало и мошенничество среди должностных лиц. Доверие к торговле можно было бы восстановить чеканкой полноценной серебряной монеты антониниана, на которой были помещены знаки достоинства XX.I и KA (их значение не установлено), и увеличением в разумных пределах выпуска полновесных золотых монет. Но эти меры представлялись неосуществимыми из-за недостатка драгоценных металлов.
Тем не менее, новые монеты из низкопробного серебра, по крайней мере, имели более привлекательный внешний вид по сравнению с прежними жалкими медными монетами. Более того, на них был указан номинал, и они имели твёрдо установленную стоимость в золотом эквиваленте. Процент серебра в монетах повысился с 3,49 до 4,1 %. С помощью надписей на монетах Аврелиан активно пропагандировал свою власть: GENIUS ILLYRICI (рус. Гений Иллирика), FIDES MILITUM (рус. Верность армии), CONCORDIA EXERCITUM (рус. Согласие Армии). Масса золотых монет была увеличена с около 5 г до 6,6 г, что соответствует эпохе правления Каракаллы. Также Аврелиан учредил три новых монетных двора в Триполи, Тицине и Лугдуне. Однако все эти реформы существенно не улучшили негативную экономическую ситуацию.

#### Реформа армии
При Аврелиане в вооружённых силах империи возросло значение тяжеловооружённой конницы (катафрактариев и клибанариев). Это объясняется тем, что императору приходилось вести войну с персами и пальмирцами, в армиях которых этот род войск имел преимущество; римляне позаимствовали у своих противников многие элементы тактики и вооружения тяжёлой конницы. Аврелиан продолжил приём варваров в армию. По мнению А. Алфёлди, Аврелиан впервые в истории римской армии создал в составе регулярных войск вспомогательные подразделения из пленных вандалов, ютунгов, алеманнов. Они являлись чисто варварскими формированиями с принятыми у германцев значками, эмблемами на щитах, обмундированием.
X. Паркер предполагает, что Аврелиан, продолжая дело Галлиена, увеличил число конников в составе легиона, затем полностью отделил легионную конницу от пехоты и создал из неё самостоятельные тактические подразделения под названием «promoti». При Аврелиане были созданы два новых легиона: Legio I Illyricorum и Legio IV Martia. На Востоке он сформировал новую армию, оставив там несколько подразделений конницы и набранные из иллирийцев два новых легиона.

#### Другие реформы
Аврелиан также возобновил бесплатную раздачу хлеба, мяса, вина всем нуждавшимся, и позволил виноградарям продавать свою продукцию беспошлинно, чтобы облегчить их экономические проблемы. Кроме того, император пытался искоренить коррупцию среди сенаторов. Известно, что император предполагал раздать пленным земли для возделывания в Этрурии. Аврелиан также производил раздачу денег жителям Рима — по 500 денариев на человека. Также Аврелиан запретил фискальные жалобы и доносы квадруплаторов (доносчики, получавшие четвёртую часть имущества, конфискованного у обвинённых по доносу людей) и боролся с злоупотреблениями ростовщиков и наместников в провинциях.

### Отношения с сенатом и армией

#### Сенат
С самого начала правления Аврелиана отношения между ним и сенатом были напряжёнными. После восстания Фелициссима римский сенат даже стал бояться Аврелиана. Если даже Аврелиан, как считает X. Паркер, и советовался с сенатом по поводу строительства стены вокруг Рима и проведения денежной реформы, следует признать, что роль сената в управлении государством при нём значительно уменьшилась. Как отмечал Р. Шерцль, при Аврелиане сенат уже не имел никакого отношения к монетному делу: император лишил сенат права выпускать даже медную монету. Теперь выпуск монет из всех металлов стал монополией императора. И. В. Нетушил полагает, что Аврелиан уничтожил последний остаток былой диархии, заключавшийся в буквах S.С. — Senatus consulto (рус. Указ Сената) — на медной монете. Этим же у сената было отнято право на непосредственное распоряжение сенатским отделением государственной казны — эрария: расходы из него могли теперь производиться только по разрешению императорских префектов эрария.

#### Армия
Среди легионеров Аврелиан имел большой авторитет, но он был строг к ним и требовал от них высокой дисциплины (в связи с этим Евтропий пишет, что Аврелиан «дисциплину в армии поддерживал строго и своеволие из многих повыбил»). Император стремился быть независимым от армии. После победы над пальмирцами Аврелиан, по существу, вновь создал римскую армию в восточной части империи. В связи с этим на монетах, выпущенных в 274—275 годах в Кизике, он назван «восстановителем войска» (лат. RESTITUTOR EXERCITI).

## Семья
«История Августов» сообщает, что родители Аврелиана были «скромного звания». Больше о них ничего не известно. Ниже перечислены имена родственников Аврелиана, которые дошли до нашего времени:
- Ульпий Кринит — приёмный отец Аврелиана, якобы ведущий свой род от императора Траяна[137]. Хотя биография Кринита явно выдумана одним из авторов «Истории Августов», такой человек всё же мог существовать[138]. Отец Ульпии Северины, жены Аврелиана[139].
- Ульпия Северина — жена Аврелиана, дочь Ульпия Кринита[140]. Она родила императору дочь[4]. Вероятно, что после гибели мужа в течение месяца — двух Северина, опираясь на огромный авторитет Аврелиана, управляла государством и, возможно, повлияла на выбор императором Тацита[141].
- Аврелиан — внук императора, сын его дочери. Был проконсулом Киликии, на момент написания биографии своего деда жил на Сицилии[142]. Известен только из «Истории Августов».

## Смерть

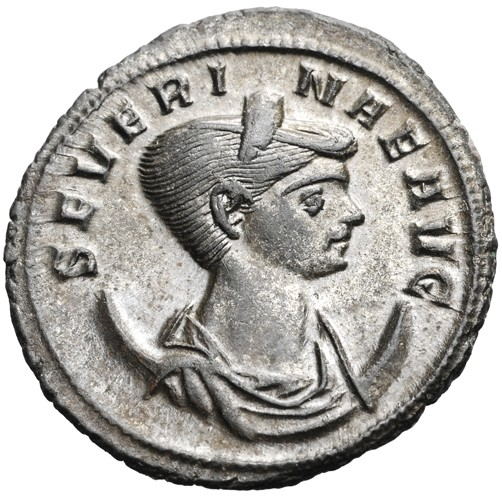
Портрет на монете Ульпии Северины, жены Аврелиана.

В 275 году Аврелиан решил начать войну с персами и вернуть Месопотамию под власть Рима. В Персии в это время происходила частая смена правителей, и поэтому можно было надеяться, что война с персами не будет затруднительной. Собрав в Иллирике «скорее большое, чем огромное войско», Аврелиан двинулся на Восток. Но в пути, неподалёку от фракийского города Кенофруририум (совр. Чорлу), находившегося между Перинфом и Византием, он был убит в результате заговора в конце лета — начале осени.
E. M. Штаерман связывала гибель Аврелиана с углублением социальных противоречий в римской армии. По её мнению, император, выдавая командному составу армии большое жалование деньгами, натурой и обширными землями, способствовал сближению армейских офицеров с провинциальными земельными магнатами. Рядовые же солдаты были против уступок сенаторскому сословию, и Аврелиан пал жертвой их оппозиции.

Однако свидетельства нарративных [каких?] источников показывают, что убийство императора — прямое следствие его чрезмерной строгости. Организатором убийства стал письмоводитель Аврелиана по секретным бумагам, императорский вольноотпущенник Мнестей. Он совершил, казалось бы, незначительное деяние — проступок по служебной части и боялся строгого наказания императора. Его опасения привели к катастрофическим последствиям. Тогда, умело подделав почерк Аврелиана, он 
«…составил список имён, в котором были перемешаны с именами тех, на кого Аврелиан действительно гневался, также имена тех, о ком он не думал ничего дурного, и добавил к ним своё имя для того, чтобы проявляемое им беспокойство вызвало больше доверия. Список он прочитал отдельным лицам, имена которых в нём значились, добавляя, что Аврелиан решил всех их убить, и что они, если они настоящие мужчины, должны позаботиться о собственной жизни. Страх овладел теми, кто заслужил кару, а скорбь — теми, кто не имел вины, так как Аврелиан, казалось, не чувствовал признательности за все оказанные ему благодеяния и услуги, и они в пути, в вышеназванном месте, внезапно напали на государя и умертвили его…»
Умертвил императора фракиец по имени Мукапор. Сначала Аврелиан был предан проклятию памяти (по всей видимости, сенатом), но затем обожествлён. После смерти Аврелиана начался период «междуцарствия», когда, вероятно, страной правила Ульпия Северина, повлиявшая на выбор преемником своего мужа Тацита. Убийцы Аврелиана были казнены при Таците и Пробе.

## Итоги правления

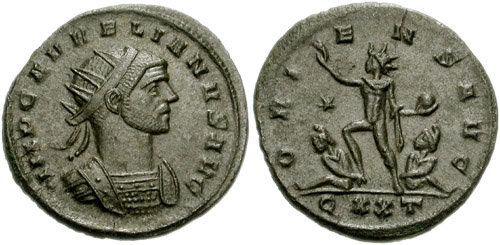
Антониниан с портретом Аврелиана

Правление Аврелиана длилось пять лет, что для того времени было достаточно длительным сроком. Его главным достижением стало восстановление единства Римской империи. Автор биографии Аврелиана в «Истории Августов» пишет, что время Аврелиана было очень счастливым. Римский народ любил его, а сенат, сверх того, и боялся. Аврелиан был сторонником строгой дисциплины в армии и противником коррупции среди чиновников. Проведённые им реформы способствовали стабилизации положения в государстве. Аврелиан был отличным военачальником.
За пять лет царствования Аврелиан сумел добиться больших успехов в борьбе с внутренними и внешними врагами. Различные монеты чеканились в его правление на монетных дворах в Риме, Медиолане (отсюда монетный двор был перенесён в Тицин), Лугдуне (после покорения Галльской империи), Кизике, Антиохии (отвоёванной у Пальмиры), Сисции и Сердике. В Сердике, где располагался монетный двор, основанный для дакийских переселенцев, надписи на некоторых монетах называли императора «рождённым богом и повелителем» (лат. DEO ET DOMINO NATO), что являлось явным преувеличением. Иногда попадались некоторые титулы вроде «восстановитель армии», «освободитель» и «усмиритель мира». Восхвалялись и дунайские подразделения римской армии, составлявшие ядро войска Аврелиана.
В «Извлечениях о нравах и жизни римских императоров» его достижения сравниваются с достижениями Александра Македонского и Цезаря.

## Комментарии
1. ↑  «Извлечения о нравах и жизни римских императоров» сообщают, что битва была выиграна римлянами[46]. Но, скорее всего, с обеих сторон были просто понесены крупные потери.
2. ↑  Убийство Аврелиана датируется в литературе по-разному, от марта до декабря 275 года. Предположительная дата смерти, основанная на датировке монет, относится к концу лета — началу осени 275 года[144].
3. ↑  Зосим в своей «Новой истории» называет его Эротом[147].